# Dacia Sandero II
Aceasta este a doua generație a Dacia Sandero, o mașină produsă de Dacia. Fabricat și sub numele de Renault Sandero și Renault Sandero RS.